# 宇野政雄
宇野政雄（うの　まさお、1922年3月4日-2009年4月27日）は、日本の経営学者。早稲田大学名誉教授。日本学術会議会員。
商品学、流通機構、消費者問題などを早くから手がけた。

## 生涯
東京（現目黒区）出身。1943年早稲田大学商学部卒。1946年早稲田大学商学部講師、49年同商学部助教授、53年同教授。同社会科学研究所長、システム科学研究所長。92年定年、名誉教授、城西国際大学経営情報学部教授、学部長。
1986年交通文化賞受賞、87年藍綬褒章、98年勲二等瑞宝章受章。

## 著書
- 『基本商品学』春秋社 商経基本全集 1955
- 『マーケティング入門 これからの販売』ダイヤモンド社 1958
- 『価格競争に打勝つ道』誠文堂新光社 商店経営双書 1960
- 『マーチャンダイジングとセールス・プロモーション』全国地方銀行協会 銀行叢書 1961
- 『勝つためのマーケティング マーケティングマネジャー入門』日本実業出版社 1968
- 『再入門マーケティング これからのマーケティング・テクノロジー』日本実業出版社 1971
- 『実践マーケティング これからの市場で実効をあげるために』日本実業出版社 1976

### 共編著
- 『広告事典』清水晶,原田俊夫共編 同文館 1956
- 『販売事典』清水晶, 原田俊夫共編 同文館 1956
- 『家計と生活』美濃部亮吉,氏家寿子共著 同文書院 1958
- 『マーケティング・ハンドブック』編 ダイヤモンド社 1959
- 『現代の経営学』全6巻　坂本藤良・野田一夫・松田武彦　責任編集　中央公論社　1962
- 『銀行マーケティング講座』全4巻 中村孝士,水野哲夫共編 近代セールス社 1965-66
- 『新しい生活経済学』美濃部亮吉, 氏家寿子共著 東京同文書院 1967
- 『新しいセールス 1　セールスの理論』編 河出書房 1967
- 『挑戦するマーケティングマン システム化時代への市場戦略』編著 学習研究社 1969
- 『日本のマーケティング』編著 同文館出版 1969
- 『かしこい消費者』正木英子,酒井章一共編著 中央公論事業出版 1970
- 『経営資料集大成 Ⅳ 15 マーケティング編 マーケティング戦略集』編 日本総合出版機構 1970
- 『販売計画の実務相談』田島義博共監修 有斐閣 実務相談シリーズ 1970
- 『マーケティング』編著 ダイヤモンド社 現代経営学全集 1970
- 『流通近代化ハンドブック』三上富三郎共編 日刊工業新聞社 1970
- 『消費者主義と企業行動 企業のためのコンシューマリズム研究』編 日本実業出版社 1971
- 『食品流通への挑戦 暗黒の大陸を解剖する』編著 柴田書店 食品シリーズ 1971
- 『流通人入門 新しい流通活動の道標』編著 評言社 流通人シリーズ 1972
- 『日本の経営環境』編 日本経済新聞社 1973
- 『新マーケティング総論』編著 実教出版 1974
- 『中小企業診断士試験・傾向と対策 共通・商業編』編 評言社 1974
- 『中小企業診断士試験要点の整理と研究 共通・商業編 基礎力養成と例題・類題の研究』編 評言社 1975
- 『新小売マーケティング』編著 実教出版　1976
- 『入門経営学叢書　7　マーケティング管理』編 法学書院　1976
- 『流通業界』市川繁,片山又一郎共著 教育社新書 産業界シリーズ 1977
- 『銀行経営講座 4 営業管理』飯野公一共責任編集 銀行研修社 1978
- 『診断士のための商品知識』編 実教出版 1978
- 『ファッション・マーケティング』共著 実教出版 1980
- 『消費生活アドバイザー受験合格ノート 通商産業大臣認定資格試験』編著 ダイヤモンド社 1981
- 『成熟マーケティング戦略 価値多元化社会への対応』編著 ビジネス社 1982
- 『商品別フィールド・マーケティング戦略 売場からの市場創造』読広マーケティング会議共編著 ビジネス社 1983
- 『コーディネート・マーケティング戦略 新商品群パターン・品態の創造』読広マーケティング会議共編著 ビジネス社 1984
- 『共感マーケティング戦略 21世紀に向けての生活提案』読広マーケティング会議共編著 誠文堂新光社 1985
- 『最新マーケティング総論』編著 実教出版 1985
- 『戦略的演出のマーケティング 感動獲得への発想』編 誠文堂新光社 1985
- 『食品のマーケティング戦略』若手マーケター研究会共編 日本能率協会 1986
- 『マーケティングルネッサンス』編著 誠文堂新光社 1986
- 『マーケティングがわかる事典 お客の心を魅きつけ満足させる戦略・手法のすべて』編著 日本実業出版社 1987
- 『経営戦略百科 6 マーケティング戦略の活性化』責任編集　ぎょうせい 1988
- 『現代商業・流通辞典』金子泰雄,西村林共編著 中央経済社 1992
- 『1990年代の生活パラダイム』著・監修 国際商業出版 KSマーケティング叢書 1992
- 『共生時代の戦略的アライアンス 流通業とメーカーのニュー・リレーションシップ』AGF「流通アカデミー」研究会共編著 誠文堂新光社 1994
- 『消費者教育事典』消費者教育支援センター編 加藤一郎共監修 有斐閣 1998

### 翻訳
- A.R.ヘロン『販売なくして事業なし 販売の経済学』ダイヤモンド社 1957
- H.L.ハンセン『マーケテイング』訳編 日本生産性本部 アメリカ経営学大系 1960
- E.R.コーリー『インダストリアル・マーケティング 実例編』監訳 日本生産性本部 アメリカ経営学全書 1964
- R.S.アレクサンダー,J.S.クロス,R.M.カニンガム『インダストリアル・マーケティング 理論編』監訳 日本生産性本部 アメリカ経営学全書 1966

### 記念出版
- 『新時代のマーケティング理論と戦略方向 宇野政雄教授古希記念出版』早稲田大学大学院宇野研究室編 ぎょうせい 1992

## 論文
- Cinii